# Jan Špan
Jan Špan (Lubiana, 20 novembre 1992) è un cestista sloveno.

## Palmarès
- Campionato sloveno: 1

Union Olimpija: 2017-18
- Coppa di Slovenia: 1

Union Olimpija: 2011